# Burg Harste
Die Burg Harste ist eine abgegangene mittelalterliche Landesburg des Herzogtums Braunschweig-Lüneburg im Ortsteil Harste der Gemeinde Bovenden im Landkreis Göttingen in Niedersachsen.

## Geschichte
Die Burg in Harste erscheint erstmals 1294 in der historischen Überlieferung, als sich Herzog Albrecht II. von Braunschweig-Lüneburg mit der Stadt Göttingen wegen deren Zerstörung der Burg Harste aussöhnt. Die Burg entstand wahrscheinlich nach der Mitte des 13. Jahrhunderts, als die Welfen ihre Position in Südostniedersachsen gegen das Bistum Hildesheim ausbauten. In einer Urkunde von 1313 wird dem Kloster Bursfelde Entschädigung für Landverluste gewährt, die es durch den Bau der Burg erlitten habe. Laut der zu Beginn des 16. Jahrhunderts verfassten Hildesheimer Bischofschronik ist die Burg durch Bischof Siegfried II. von Querfurt (1279–1310) für das Bistum erworben und zur Beseitigung der von ihr ausgehenden Bedrohung zerstört worden. Bis 1294 war sie aber wieder aufgebaut worden und befand sich erneut in welfischem Besitz. Der erneuten Zerstörung von 1294 durch die Göttinger Bürger folgte ein 1308 beendeter, erneuter Wiederaufbau. Bedeutung besaß die Burg auch durch ihre Lage an einer Zollstelle an einer Kreuzung der Straße zwischen Hildesheim und Göttingen mit einem Abzweig der Frankfurter Straße.
1354 erwarb das Herzogtum Göttingen verpfändete Anteile an der Burg zurück. Damit waren die Voraussetzungen geschaffen, dass die Burg fortan als Nebenresidenz des Fürstentums Göttingen dienen konnte. 1367 starb hier Herzog Ernst und seine Söhne Otto der Quade und Otto Cocles urkundeten auf der Burg. 1373 wird die Burg erstmals als Sitz eines Amtmanns erwähnt. Im 14. und 15. Jahrhundert waren die Burg oder Teile davon häufig verpfändet. Als Otto Cocles 1437 die Regierung des Fürstentums Göttingen seinem Vetter Herzog Wilhelm dem Älteren vom welfischen Zweig aus dem Fürstentum Calenberg übergab, lieh ihm dieser Geld zur Auslösung der verpfändeten Häuser Moringen, Seesen und Harste. Sie kamen aber als Pfand für die Rückzahlung der Summe an Herzog Wilhelm. 1466 wurde Burg Harste in einer Fehde durch Göttinger Bürger in Verbund mit anderen Städten niedergebrannt. 1495 kam die Burg bei einer weiteren welfischen Erbteilung an das Fürstentum Calenberg-Göttingen. Die Burg verlor ihre Rolle als Nebenresidenz, blieb aber bis 1823 Amtssitz. Im Zuge der Umgestaltung der Burg in eine schlossartige Residenz durch den Drosten Ludolf von Bortfeld wurde zwischen 1568 und 1575 das Hauptgebäude durch ein Amtshaus ersetzt, das angeblich hinter dem heutigen Haus lag. 1727 brannte dieses Amtshaus ab und wurde durch das heutige Amtshaus ersetzt. Damals wurde wahrscheinlich auch der Wassergraben verfüllt. Nach 1823 diente es bis 1968 als Staatsdomäne, seitdem ist das Gebäude im Besitz eines Unternehmens.

## Beschreibung
Die Burg lag im Westteil von Harste an der Stelle der späteren Domäne, präziser wahrscheinlich an der Stelle ihres Ostflügels. Über ihre Gestalt liegen keine sicheren Nachrichten vor. 1373 werden in einer Pfandurkunde ein alter Turm mit Graben und eine Kemenate erwähnt, die sich bis zur herzoglichen Kirche erstreckte. 1399 werden in einem Ausgabenregister ein Torhaus und ein Bergfried erwähnt. Das Amtshaus aus der Mitte des 16. Jahrhunderts ist auf einem Stich von Matthäus Merian von 1654 als zweistöckiger Massivbau mit Fachwerkobergeschoss und zwei Treppentürmen abgebildet, das von Wirtschaftsgebäuden umgeben war. Ein von der Harste gespeister Wassergraben umschloss das Amtshaus und zwei weitere Gebäude.
Das heutige Amtshaus aus dem Jahr 1727 ist ein schlichter, dreistöckiger Steinbau mit Walmdach.